# 杨金龙 (化学家)
杨金龙（1966年1月—），男，江苏盐城人，中国化学家，中國農工民主黨成员，中国科学技术大学教授，中国科学院院士，现任同济大学校长（副部长级）。

## 生平
1985年毕业于南京师范大学学习，获学士学位。1991年毕业于中国科学技术大学，获博士学位。毕业后留校任教。1996年起任中国科学技术大学教授。
1997年任中国科学院选键化学重点实验室副主任。2004年任合肥微尺度物质科学国家实验室理论与计算科学研究部主任。2009年任中国科学技术大学化学与材料科学学院执行院长。2015年10月挂任安徽省教育厅副厅长。2017年1月任中国科学技术大学校长助理。
2018年4月任中国科学技术大学副校长。
2019年当选中国科学院院士。
2025年6月任同济大学校长。